# Charles-River-Halbinsel
Die 30 Acres (12,1 ha) große Charles-River-Halbinsel (englisch Charles River Peninsula) ist ein vollständig als Naturschutzgebiet ausgewiesenes Grundstück bei der Stadt Needham im Bundesstaat Massachusetts der Vereinigten Staaten, das von der Organisation The Trustees of Reservations verwaltet wird.
Mehr als 100 Jahre lang diente die Fläche als Weideland und wurde 1960 den Trustees geschenkt. Eine ergänzende Schenkung weiterer Flächen erfolgte 1994. Die Halbinsel wird durch eine nahezu 180° messende Wendung des namensgebenden Charles River gebildet und besteht vorwiegend aus einer freien Grünfläche, deren Ufer von Birken, Hemlocktannen und Buchen gesäumt wird. Am Ufer entlang führt ein schmaler Fußweg.
Das Massachusetts Department of Conservation and Recreation (DCR) bietet in der Nähe des Parkplatzes einen Bootsverleih an. Innerhalb des Schutzgebiets gibt es zwei Anlegestellen.